# Dipteris chinensis
Dipteris chinensis är en ormbunkeart som beskrevs av Christ. Dipteris chinensis ingår i släktet Dipteris och familjen Dipteridaceae. Inga underarter finns listade.